# Velikoruss
Il Velikoruss (Il grande-russo, in russo Великорусс?) fu un foglio clandestino i cui unici tre numeri vennero diffusi a Pietroburgo e a Mosca nel giugno, nel settembre e nell'ottobre del 1861.
Fin dal primo numero, il foglio interveniva nel dibattito politico creato nella società russa dalla recente liberazione dei servi, rivolgendosi all'intelligencija russa e invitandola a «imbrigliare il governo e dirigerlo», dal momento che questo era «stupido e ignorante», e non in grado di affrontare e risolvere il problema contadino. Diversamente, la Russia avrebbe rischiato una pugačëvščina, un'insurrezione contadina sul modello di quelle guidate da Pugačëv e da Sten'ka Razin.
Poiché i contadini, con la liberazione dalla servitù avevano ricevuto la terra con l'imposizione però di un gravoso riscatto, occorreva che lo Stato si facesse carico dell'onere del riscatto, chiariva il secondo numero del «Velikoruss». Nello stesso tempo, bisognava restituire la libertà alla Polonia, altrimenti i polacchi «si libereranno da soli in ogni modo», e permettere l'auto-determinazione al popolo ucraino. La libertà polacca e ucraina costituivano la condizione della libertà russa.
Nell'ultimo numero era posto il problema istituzionale della Russia, chiedendo il «Velikoruss» una monarchia costituzionale e alludendo velatamente alla possibilità di instaurare una repubblica. Senza escludere la necessità di creare un'organizzazione clandestina che portasse avanti le sue rivendicazioni, il foglio si chiudeva con un appello ad Alessandro II perché convocasse un'assemblea nazionale, il solo strumento in grado di affrontare i problemi di contro a un governo e a una burocrazia incapace.
La polizia non riuscì mai a individuare il gruppo che stava dietro al «Velikoruss». Si sospettò che appartenesse alla alte gerarchie dei funzionari o dei militari, e a fare le spese della repressione poliziesca fu Vladimir Obručev, un ex-ufficiale dell'esercito che frequentava la casa di Černyševskij e che fu colto a diffondere il secondo numero del «Velikoruss». Fu deportato in Siberia con una condanna a cinque anni di lavori forzati, ma non fu riconosciuto responsabile dell'ideazione e della stampa del foglio clandestino.
Nessuna successiva testimonianza di oppositori al regime autocratico ha permesso di individuare i responsabili del foglio. Si è escluso che lo fosse Černyševskij, ma sembra certo che essi appartenessero alla cerchia del «Sovremennik», e si è fatto il nome di Vladimir Luginin. In ogni caso, con il «Velikoruss» si aprì la stagione della stampa clandestina, dei proclami e dei manifesti, «rapide azioni di partigiani, operate da gruppi separati, senza alcun legame gli uni con gli altri», che prelusero alla formazione di gruppi rivoluzionari, dei quali il primo e più importante esempio fu Zemlja i Volja.